# Cymbidium tigrinum
Espèce
Cymbidium tigrinum est une espèce d'orchidées du genre Cymbidium originaire d'Asie.